# Łęka (Piątek)
Pour les articles homonymes, voir Łęka.
Łęka (prononciation [ˈwɛnka]) est un village de la gmina de Piątek, du powiat de Łęczyca, dans la voïvodie de Łódź, situé dans le centre de la Pologne.

## Administration
De 1975 à 1998, le village était attaché administrativement à l'ancienne voïvodie de Płock.

Depuis 1999, il fait partie de la nouvelle voïvodie de Łódź.